# Joe 'Apikotoa
Pas d'image ? Cliquez ici

a Compétitions nationales et continentales officielles uniquement.

b Matchs officiels uniquement.
Dernière mise à jour le 26 avril 2024.
Joe 'Apikotoa, né le 18 juillet 1996 à Wellington (Nouvelle-Zélande), est un joueur international tongien d'origine néo-zélandaise de rugby à XV évoluant au poste de pilier.

## Biographie
Durant sa jeunesse, il joue à la fois au rugby à XIII et au rugby à XV au Collège St. Patrick (en) de Silverstream. Finalement, il se tourne vers le rugby à XV, quittant le Melbourne Storm pour le Hutt Old Boys-Marist (en), avant de signer son premier contrat professionnel avec la province de Wellington en 2015, où il est régulièrement utilisé dans le NPC. En 2018, il rejoint les Magpies de Hawke's Bay, étant devenu trop confortable à Wellington selon ses propos.
En septembre 2019, il est annoncé qu'il rejoint l'Espagne et l'équipe du Ordizia Rugby Elkartea, jouant dans le championnat espagnol,. Il quitte cependant le club en décembre suivant après neuf rencontres disputées,.
En 2021, il fait ses débuts en Super Rugby avec la franchise des Chiefs contre les Hurricanes après avoir été signé en tant que joker médical. Il dispute cinq matchs au total avec les Chiefs. Au mois de novembre 2021, il est annoncé qu'il fait partie de l'effectif des Moana Pasifika pour leur saison inaugurale en Super Rugby.
D'origine tongienne, il est convoqué pour la première fois avec l'équipe des Tonga lors de l'été 2022 et obtient sa première cape internationale contre les Fidji lors de la Pacific Nations Cup,.
Sélectionné pour la Coupe du monde 2023, il dispute trois rencontres en entrant à chaque fois depuis le banc des remplaçants.